# ابن النجيح
شرف الدين أبو عبد الله محمد بن محمد بن سعد الله بن عبد الأحد بن سعد الله بن عبد القاهر بن عبد الواحد بن عمر الحراني توفي سنة 723 هـ، قاضي الحنابلة، المعروف بـ ابن النجيح.

## وفاته
توفي في وادي بني سالم، فحُمل إلى المدينة ثم غسل وصلّي عليه في الروضة ودفن بالبقيع بقيع الغرقد شرقي قبر عقيل، فغبطه الناس في هذه الموتة وهذا القبر.
وكان ممن غبطه الشيخ شمس الدين بن مسلم قاضي قضاة الحنابلة، فمات بعده ودفن عنده سنة 726 هـ وذلك بعده بثلاث سنين.
وجاء يوم حضر جنازة الشيخ شرف الدين محمد المعروف بـ شرف الدين بن أبي العز الحنفي قبل ذلك بجمعة، مرجعه من الحج بعد انفصاله عن مكة بمرحلتين، فغبط الميت المذكور بتلك الموتة فرزق مثلها بالمدينة.

## صحبته لابن تيمية
كان ابن النجيح على علاقة مباشرة مع الشيخ بن تيمية حيث ناصره في محنته بمصر أيام المماليك.
قال ابن كثير في البداية والنهاية: « وقد كان شرف الدين بن نجيح هذا قد صحب شيخنا العلام تقي الدين بن تيمية، وكان معه في مواطن كبار صعبة لا يستطيع الإقدام عليها إلا الأبطال الخلص الخواص، وسجن معه، وكان من أكبر خدامه وخواص أصحابه، ينال فيه الأذى وأوذي بسببه مرات، وكلما له في ازدياد محبة فيه وصبرا على أذى أعدائه ».

## سيرته
كان هذا الرجل في نفسه وعند الناس جيدا مشكور السيرة جيد العقل والفهم، عظيم الديانة والزهد.
ولكن عُرف أيضا بتواضع علمه وتخصصه إذ نال الحنابلة ما نالهم بسبب رده على زين الدين ابن مخلوف قاضي المالكية في المعتقد وكان ذلك أيام بيبرس الجاشنكير في مصر.